# روتانا خليجية
روتانا خليجية قناة سعودية وهي إحدى قنوات مجموعة روتانا.

## تأسيس
تم إطلاق روتانا خليجية في يوم 5 مايو 2005 باعتبارها قناة موسيقية تبث الأغاني والكليبات بعد ذلك أصبحت قناة روتانا خليجية قناة ترفيهية عامة تعرض الأفلام والمسلسلات والبرامج الاجتماعية السعودية والخليجية وأيضاً العربية.
روتانا خليجية متخصصة بتقديم فن وتراث السعودية والخليج، عن طريق تنمية الشعر، والموسيقى. إنها مرآة تعكس روح المشاهد السعودي والخليجي في جميع انحاء العالم.
وتركز القناة على اهتمامات الجمهور السعودي والخليجي وتحافظ على تدعيم برامجها بالمحتوى الجديد من المجتمع السعودي والخليجي وشعارها هو شبابها أدرى بشعابها.
روتانا خليجية هي إحدى قنوات مجموعة روتانا السعودية وهي أكبر شركة ترفيهية في العالم العربي.

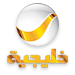
شعار القناة القديمة

## برامج ومسلسلات
من برامج القناة:
- يا هلا
- كورة
- سيدتي
- عرب وود
- دروب الشعر
- اتجاهات
- روتانا موتورز
- الأسبوع في ساعة
- طارق شو
- في الصورة
- وينك
- الليوان
- رادار طارئ
- عن بعد
- هذي السعودية
- برنامج الراحل
- "هدوء نسبي
- "العار

## أنظر أيضًا
- حسناء إبراهيم
- غادة الشاطبي